# Victor Crone
Victor Fritz-Crone, znan tudi kot Victor Crone, švedski pevec in kitarist, *31. januarja 1992. S pesmijo Storm je zastopal Estonijo na tekmovanju za pesem Evrovizije 2019 v Tel Avivu. 

## Biografija
Victor Crone se je rodil in odraščal v Österåkerju na Švedskem. Pri 15 letih je začel igrati kitaro in pisati pesmi. Ko je bil star 18 let, se je preselil v Los Angeles in Nashville, da bi pisal pesmi s priznanimi glasbenimi izvajalci, kot so Diane Warren, Desmond Child in Eric Bazilian.
Leta 2015 je Victor izdal svojo prvo pesem »Burning Man«. Dne 16. februarja 2019 je zmagal na estonskem nacionalnem izboru Eesti Laul s pesmijo »Storm« in tako postal predstavnik Estonije na tekmovanju za pesem Evrovizije 2019, ki je potekalo v Tel Avivu v Izraelu. V finalu je zasedel 20. mesto.
Novembra 2019 so objavili, da se je Crone uvrstil med tekmovalce na švedskem nacionalnem evrovizijskem izboru Melodifestivalen 2020. S svojo pesmijo »Troubled Waters« se je iz četrtega polfinala uvrstil v finale, v katerem je končal na devetem mestu ter dosegel skupno 57 točk.

## Diskografija

### Studijski albumi
- »Troubled Waters« (2020)

### Pesmi
- »Jimmy Dean« (2014)
- »Burning Man« (2015)
- »Det rår vi inte för« (skupaj z Behrang Miri) (2015)
- »Feelgood Day« (2016)
- »Cadillac« (skupaj z Maximani) (2016)
- »California« (2017)
- »Sunshine and Rain« (2017)
- »Coming Up« (skupaj s Tungevaag & Raaban) (2017)
- »Made of« (2018)
- »Storm« (2019)
- »Discovery« (skupaj s Syn Cole) (2019)
- »Take Me Away« (skupaj s Tungevaag & Raaban) (2019)
- »This Can't Be Love« (2019)
- »Troubled Waters« (2020)
- »Yes I Will Wait« (2020)
- »Take Me Away« (2020)
- »These Days (Longing for Christmas)« (2020)
- »Rains« (2021)
- »Waiting on Your Love« (2021)
- »Love Someone Like Me« (2021)
- »Wind in my Sails« (2022)